# スーパースタジオ
スーパースタジオ (Superstudio)は、イタリアの建築家ドローイング集団で、1966年にフィレンツェで、アドルフォ・ナタリーニ（Adolfo Natalini、1941年 - ）とクリスチアーノ・トラルド・ディ・フランシア（Cristiano Taraldo di Francia、1941年 - ）により設立された。1967年からロベルト・マグリス（Robert Magris、1935年 - ）、1968年からピエロ・フラシネリ（Piero Frassinelli、1939年 - ）、1970年からアレッサンドロ・マグリス（Alessandro Magris、1941年 - ）とアレッサンドロ・ポリ（Alessandro Poli、1941年 - ）が参加。
同時代のアーキグラムと比較して、ポジティブに未来のテクノロジー社会を描いたアーキグラムに対し、スーパースタジオの場合はネガティブな未来を描いていた。
1978年に集団協働は解消するが、その後メンバーは建築教育、建築の実践、その他のデザインプロジェクトやみずからの文章を通じて独自にアイデアを開発し発表し続けている。